# ジョシュ・ジャクソン
ジョシュア・オニール・ジャクソン (Joshua O'Neal Jackson 1997年2月10日 - ) は、アメリカ合衆国・カリフォルニア州サンディエゴ生まれ、ミシガン州デトロイト育ちのプロバスケットボール選手。2024年現在所属先はなく、最終所属先はNBAGリーグのストックトン・キングス。ポジションはスモールフォワードとシューティングガードを兼ねるスウィングマン。

## 経歴

### 高校・大学
生まれて間もなくミシガン州へ引っ越したジャクソンは、デトロイトにあるコンソーシアム高校では2年間プレイし、2年生時には平均28得点 15リバウンド 6アシストを記録し同高校を初の州王者へと導き、カリフォルニア州ナパのジャスティン・シエナ高校へ転入。プロリフィックに所属し4年生時までプレイ。スカウトランクは1位で全米No.1の呼び声が高かった。強豪校であるカンザス大学に進学し、スターターとして35試合平均16.3得点 7.4リバウンド 3.0アシストを記録し、Big 12のファーストチームや新人賞などを受賞。

### フェニックス・サンズ
2017年のNBAドラフトへのアーリーエントリーを表明 しフェニックス・サンズに1巡目全体4位で指名を受けた。2018年2月28日に行われたメンフィス・グリズリーズ戦で29得点を記録、試合はサンズが110-102で勝利した。2018年3月17日に行われたゴールデンステート・ウォリアーズ戦でキャリア・ハイとなる36得点を記録、試合はウォリアーズに124-109で敗れた。

### メンフィス・グリズリーズ
2019年7月7日、メンフィス・グリズリーズにトレード放出された。

### デトロイト・ピストンズ
2020年12月1日、故郷のチームであるデトロイト・ピストンズと契約した。

### サクラメント・キングス
2022年2月10日、4チーム間のトレードでサクラメント・キングスに放出された。
シーズン終了後、トロント・ラプターズと契約が決まったものの2022年10月14日に放出。

### ストックトン・キングス
2023年1月24日にキングスのGリーグチームであるストックトン・キングスと契約が決まるも、4日後にまた放出される。

## プレースタイル
高い守備力とバスケットボールIQに定評がありハードワーカーとして知られ、現役選手ではカワイ・レナードやジミー・バトラーに例えられる。一方でフリースロー成功率の低さやシュートの安定性を指摘されるなど、オフェンス面の向上が求められている。

## 個人成績

### NBA

#### レギュラーシーズン
| シーズン | チーム | GP  | GS | MPG  | FG%  | 3P%  | FT%  | RPG | APG | SPG | BPG | PPG  |
| -------- | ------ | --- | -- | ---- | ---- | ---- | ---- | --- | --- | --- | --- | ---- |
| 2017–18  | PHX    | 77  | 35 | 25.4 | .417 | .263 | .634 | 4.6 | 1.5 | 1.0 | .5  | 13.1 |
| 2018–19  | PHX    | 79  | 29 | 25.2 | .413 | .324 | .671 | 4.4 | 2.3 | .9  | .7  | 11.5 |
| 2019–20  | MEM    | 22  | 0  | 17.3 | .440 | .319 | .700 | 3.0 | 1.6 | .8  | .4  | 9.0  |
| 2020–21  | DET    | 62  | 25 | 25.2 | .419 | .300 | .729 | 4.1 | 2.3 | .9  | .8  | 13.4 |
| 2021–22  | DET    | 39  | 3  | 18.1 | .410 | .265 | .714 | 3.2 | 1.3 | .5  | .5  | 7.1  |
| 2021–22  | SAC    | 12  | 0  | 10.3 | .347 | .176 | .714 | 1.5 | .4  | .4  | .3  | 4.3  |
| 通算     | 通算   | 291 | 92 | 23.1 | .416 | .292 | .680 | 4.0 | 1.8 | 0.9 | .6  | 11.3 |

### カレッジ
| シーズン | チーム   | GP | GS | MPG  | FG%  | 3P%  | FT%  | RPG | APG | SPG | BPG | PPG  |
| -------- | -------- | -- | -- | ---- | ---- | ---- | ---- | --- | --- | --- | --- | ---- |
| 2016-17  | カンザス | 35 | 35 | 30.8 | .513 | .378 | .566 | 7.4 | 3.0 | 1.7 | 1.1 | 16.3 |